# Kaidanjärvi
Kaidanjärvi är en sjö i kommunen Ruokolax i landskapet Södra Karelen i Finland. Sjön ligger 89 meter över havet. Den är 20,21 meter djup. Arean är 62 hektar och strandlinjen är 6,54 kilometer lång. Sjön  ingår i Vuoksens huvudavrinningsområde.   Den ligger omkring 47 km nordöst om Villmanstrand och omkring 240 km nordöst om Helsingfors. 